# 20 años, 20 ciudades
20 años, 20 ciudades es una gira de Fito & Fitipaldis, realizada durante 2018.
La gira de celebración, que rinde homenaje a los 20 años de la formación sobre los escenarios, comenzó el 10 de marzo en el Palacio de Deportes de Santander, continuando hasta junio con un total de 20 espectáculos. Los Fitipaldis preparon un repertorio exclusivo de grandes éxitos que se presentará en grandes recintos de 20 únicas ciudades.
En cada concierto, habrá artistas invitados que compartirán el escenario, además, en todos ellos, abrirá el concierto, Muchachito.
Las entradas salieron a la venta el 17 de octubre de 2017.
Dado el éxito cosechado, se incluyeron dos fechas más para Madrid, finalizando el 25 y 26 de junio. En otras ciudades como Gijón, Bilbao y Barcelona, también se repitió el espectáculo, haciendo un total de 25 conciertos en 20 ciudades.

## Fechas de la gira
| Europa                   |            |                                              |
| Fecha                    | Ciudad     | Lugar                                        |
| 10 de marzo de 2018      | Santander  | Palacio de Deportes                          |
| 16 de marzo de 2018      | Gijón      | Palacio de Deportes Presidente Adolfo Suárez |
| 17 de marzo de 2018      | Gijón      | Palacio de Deportes Presidente Adolfo Suárez |
| 24 de marzo de 2018      | La Coruña  | Coliseum                                     |
| 7 de abril de 2018       | Las Palmas | Anexo Estadio de Gran Canaria                |
| 13 de abril de 2018      | Zaragoza   | Pabellón Príncipe Felipe                     |
| 14 de abril de 2018      | Logroño    | Plaza de toros                               |
| 4 de mayo de 2018        | Bilbao     | BEC! Bizkaia Arena                           |
| 5 de mayo de 2018        | Bilbao     | BEC! Bizkaia Arena                           |
| 11 de mayo de 2018       | Barcelona  | Palau Sant Jordi                             |
| 12 de mayo de 2018       | Barcelona  | Palau Sant Jordi                             |
| 18 de mayo de 2018       | Valladolid | Plaza Principal Feria de Valladolid          |
| 19 de mayo de 2018       | Pamplona   | Campus de la Universidad Pública de Navarra  |
| 25 de mayo de 2018       | Granada    | Plaza de toros                               |
| 26 de mayo de 2018       | Málaga     | Auditorio municipal Cortijo de Torres        |
| 1 de junio de 2018       | Córdoba    | Plaza de toros                               |
| 2 de junio de 2018       | Madrid     | WiZink Center                                |
| 8 de junio de 2018       | Murcia     | Plaza de toros                               |
| 9 de junio de 2018       | Albacete   | Plaza de toros                               |
| 15 de junio de 2018      | Almería    | Recinto conciertos de verano                 |
| 16 de junio de 2018      | Valencia   | Auditorio Marina Sur                         |
| 22 de junio de 2018      | Badajoz    | Auditorio Recinto Ferial                     |
| 23 de junio de 2018      | Sevilla    | Estadio Olímpico de La Cartuja               |
| 25 de junio de 2018      | Madrid     | WiZink Center                                |
| 26 de junio de 2018      | Madrid     | WiZink Center                                |
| 16 de septiembre de 2018 | Londres    | Royal Albert Hall                            |